# Tesy
Tesy (ukr. Теси) – wieś na Ukrainie, w obwodzie winnickim, w rejonie chmielnickim, w hromadzie Chmielnik. W 2001 liczyła 353 mieszkańców, spośród których 352 wskazało jako ojczysty język ukraiński, a 1 polski